# Spongia oceanica
Spongia oceanica är en svampdjursart som beskrevs av de Laubenfels 1950. Spongia oceanica ingår i släktet Spongia och familjen Spongiidae. Inga underarter finns listade i Catalogue of Life.